# Wołkowce (Białoruś)
Wołkowce (biał. Воўкаўцы, Woukaucy; ros. Волковцы, Wołkowcy) – wieś na Białorusi, w obwodzie grodzieńskim, w rejonie lidzkim, w sielsowiecie Berdówka, przy linii kolejowej Mołodeczno – Lida.

## Historia
W XIX i w początkach XX w. położone były w Rosji, w guberni wileńskiej, w powiecie lidzkim, w gminie Lida. Były wówczas własnością m.in. Zachwatowiczów, którym zostały skonfiskowane przez rząd carski po powstaniu styczniowym.
W dwudziestoleciu międzywojennym leżały w Polsce, w województwie nowogródzkim, w powiecie lidzkim, w gminie Lida.
Po II wojnie światowej w granicach Związku Sowieckiego. Od 1991 w niepodległej Białorusi.

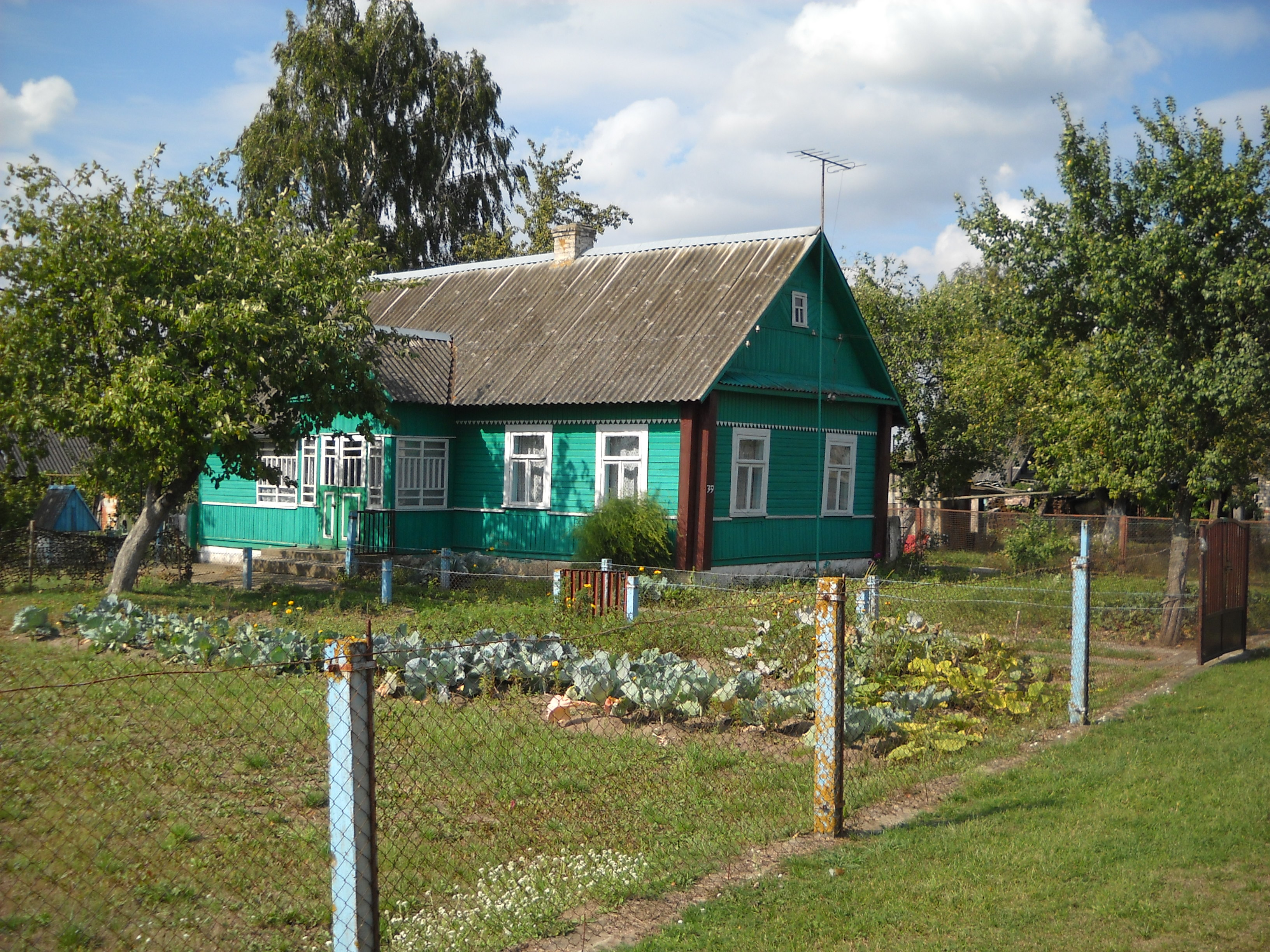
Domy w Wołkowcach
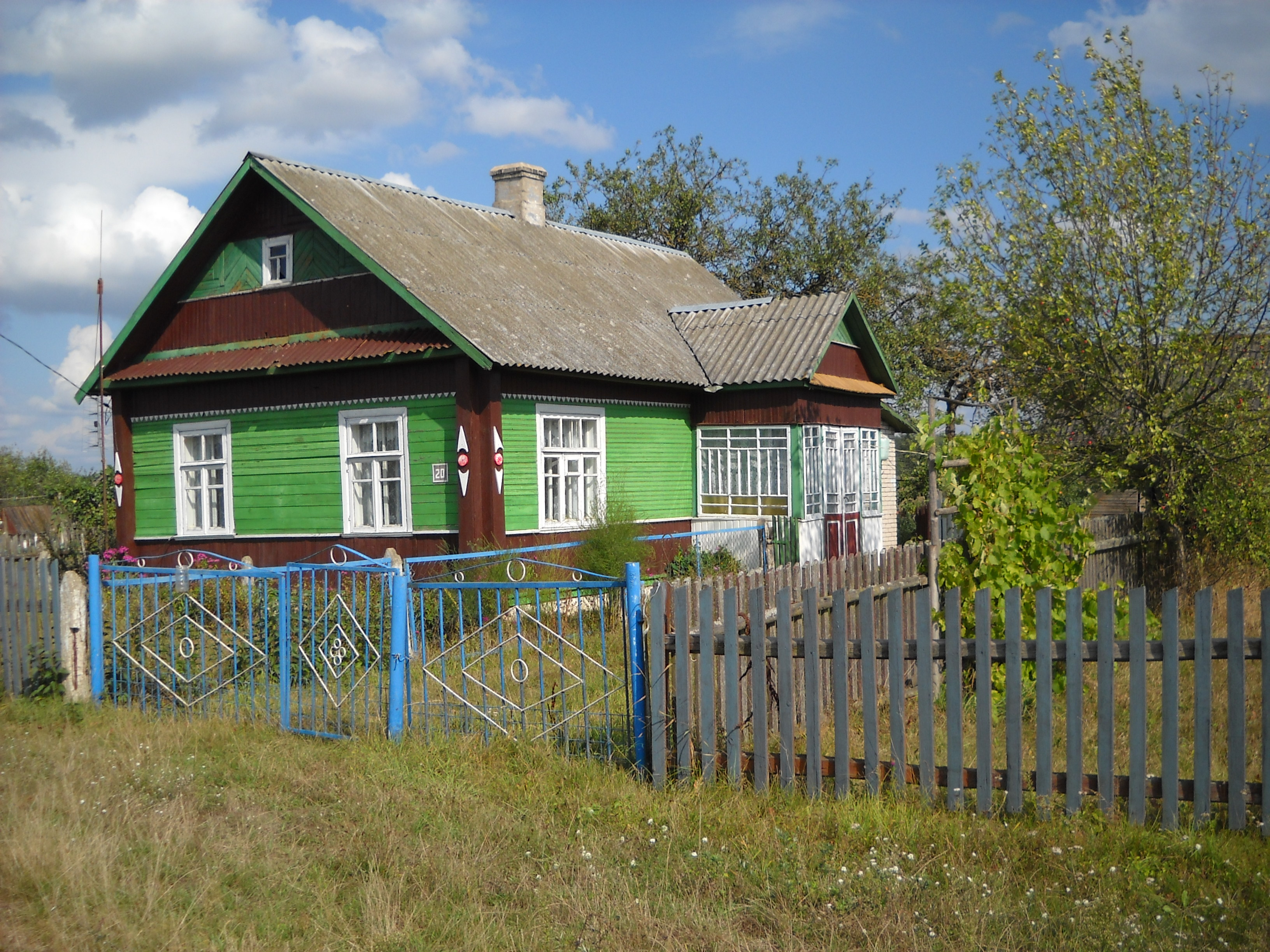
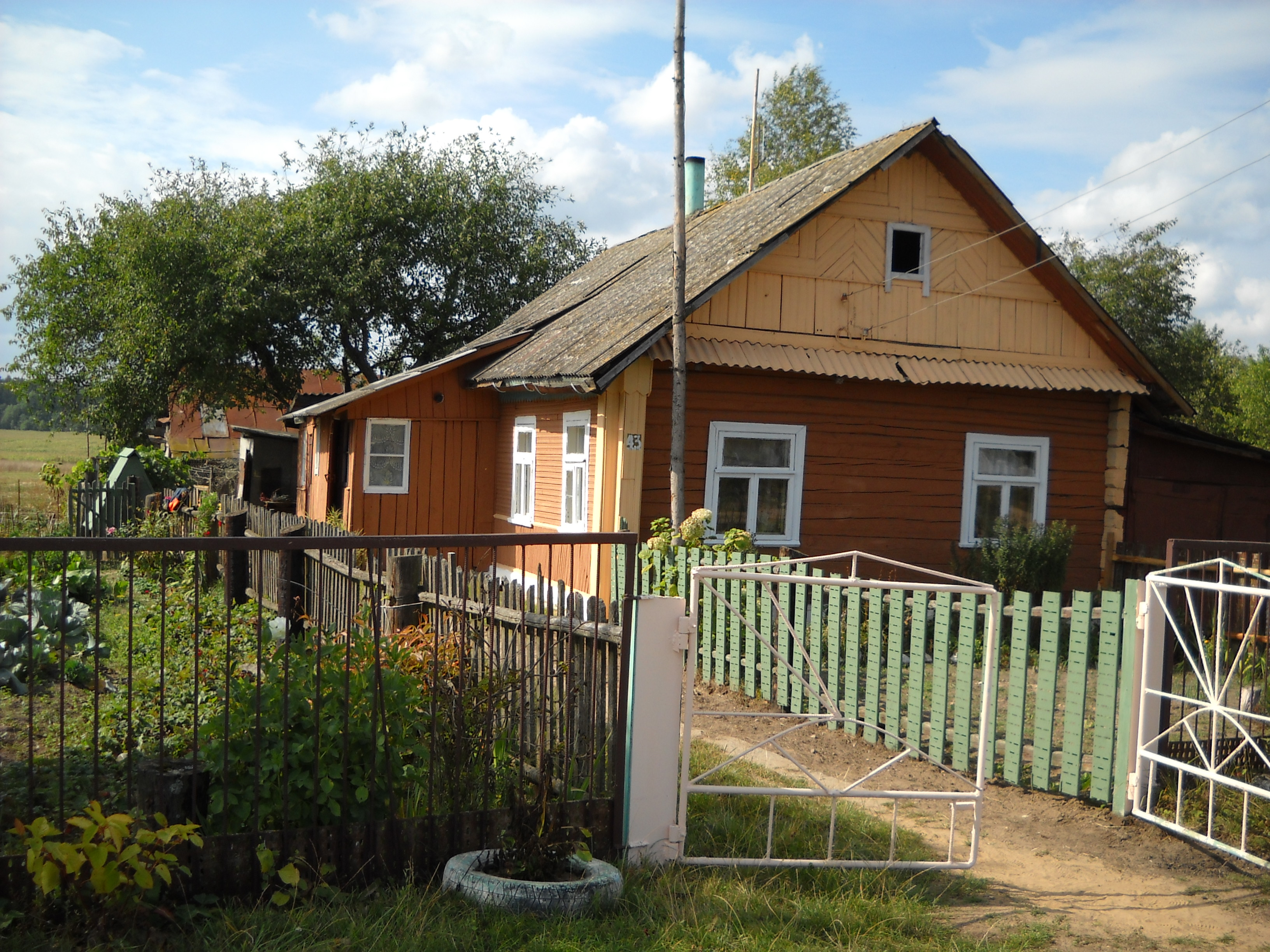
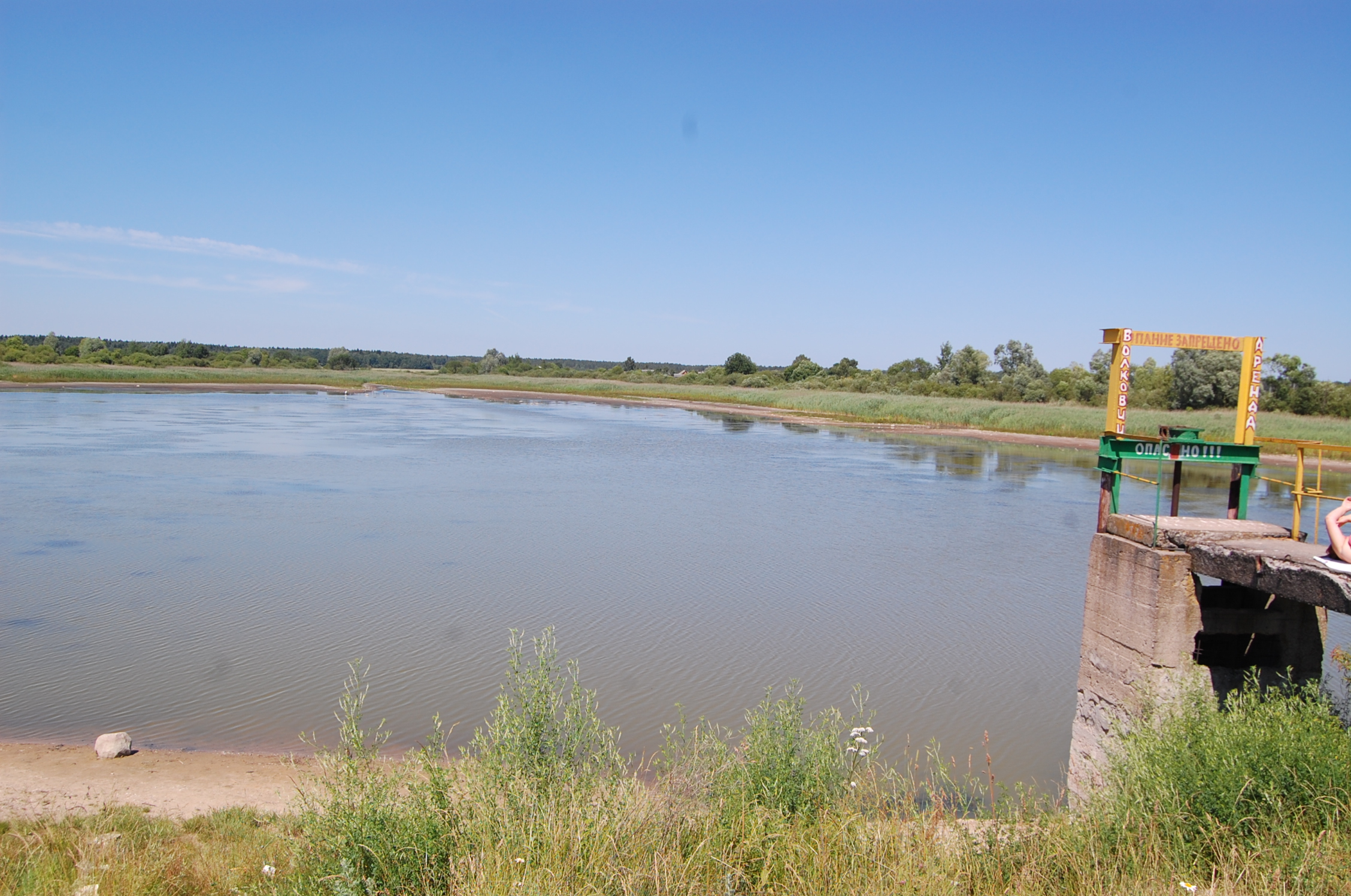
Zbiornik zaporowy w Wołkowcach